# Asia Hogan-Rochester
Asia Hogan-Rochester, född 20 april 1999, är en kanadensisk rugbyspelare. Hon ingick i det kanadensiska lag som tog silver i sjumannarugby vid OS 2024 i Paris.